# Марголин, Зиновий Эммануилович
Зиновий Эммануилович Марголин (15 февраля 1960, Минск) — белорусско-российский театральный художник.

## Биография
Окончил Белорусский театрально-художественный институт (1982). Работал в театрах Белоруссии и России. В 1988—1998 главный художник Государственного молодёжного театра Белоруссии. В 1998 по 2000 являлся главным художником театра «Санктъ-Петербургъ Опера»

## Оформил спектакли

### Государственный театр музыкальной комедии Белоруссии
- «Пеппи Длинныйчулок» В. Дашкевича (1987)
- «Принцесса цирка» И. Кальмана (1989)

### Белорусский театр имени Янки Купалы
- «Ужасные родители» Ж. Кокто (1985)
- «Курица» Н. Коляды (1992)
- «Идиллия» В. Дунина-Марцинкевича (1993)
- «Пан Тадэуш» А. Мицкевича (2014)

### Белорусский театр имени Якуба Колоса
- «Рецепт Макропулоса» К. Чапека (1995)

### Государственный театр оперы и балета Белоруссии
- «Визит дамы» С.Кортеса (1995)

### Государственный русский драматический театр
- «Христос и Антихрист» Д. Мережковского (1991)

### Государственный молодёжный театр Белоруссии
- «Христос приземлился в Гродно» В. Короткевича (1990)
- «Вильгельм Телль» Ф. Шиллера (1991)
- «При закрытых дверях» Ж. П. Сартра (1993)
- «Проделки Скапена» Мольера (1994)

## Награды
- Серебряная медаль международной выставки сценографии «Пражская квадриеннале[англ.] — 1995».
- Высшая театральная премии Санкт-Петербурга «Золотой софит» в номинации «Лучшая сценография» за спектакль «Нос» (Мариинский театр, 2004).
- Высшая театральная премии России «Золотая маска» в номинации «Лучшая работа художника в музыкальном театре» за спектакль «Леди Макбет Мценского уезда» (Музыкальный театр, Ростов-на-Дону, 2005).
- Национальная премия «Музыкальное сердце театра — 2009» в номинации «Лучшая сценография» (художник-сценограф) за спектакль «Шербурские зонтики» (Санкт-Петербургский государственный музыкальный театр «Карамболь»).
- Премия города Москвы в области литературы и искусства (2021) — за создание спектаклей «Влюбленный Шекспир», «Ложные признания» и плодотворную творческую деятельность